# Hidrocloreto de poli-hexametileno guanidina
O hidrocloreto de poli-hexametileno guanidina (PHMG) é um polímero da família das guanidinas que actua como biocida, ou seja, é uma substância activa utilizada para destruir, neutralizar, impedir ou prevenir a acção de organismos vivos indesejados ou nocivos.
A substância resulta da policondensação de Cloridrato de guanidina(GHC) em hexametilenodiamina (HMDA) e contém grupos de aminoácidos que a torna um poderoso antisséptico. Este produto foi descoberto através da associação da nanotecnologia à área química, onde se chegou a um desinfectante em larga escala a partir de pequenos átomos.
A boa solubilidade em água, a ausência de odor e a ausência de agressividade para diversos materiais, são características deste polímero que aumentam a sua gama de aplicação.
O princípio activo PHMG encontra-se catalogado na Comissão Reguladora da Comunidade Europeia como biocida para o uso em contacto com alimentos, higiene veterinária, áreas de saúde públicas e privadas, tratamento de águas, entre outras. (Directiva 98/8/EC do Parlamento Europeu).
Os desinfectantes, cujo princípio activo é o PHMG, apresentam inúmeras vantagens e já se encontram a ser comercializados em Portugal. O PHMG é aplicado com recurso a uma técnica específica e a equipamentos de pulverização de nova geração.

## Principais caracteristicas
- Baixa Toxicidade;
- Grande resistência à temperatura;
- Amplo espectro de acção como biocida;
- Altamente solúvel em água;
- Isento de odor e cor;
- Não mutagénico (Teste de Ames negativo);
- Sem efeitos corrosivos;
- Não causa alergias;
- Livres de metais pesados e Compostos Orgânicos Voláteis;

## Mecanismo de acção
O PHMG é um polímero que possui cargas positivas sequenciais que neutralizam as cargas negativas dos fosfolipidos, constituintes da membrana celular externa das bactérias, levando à ruptura da mesma com saída do citoplasma. Assim as camadas protectoras da bactéria são desintegradas, provocando a sua morte e a eliminação de todo o seu material com capacidade de mutação ou replicação.
A membrana celular é a estrutura que delimita estas células sendo composta por uma camada de fosfolípidos. Os fosfolípidos são moléculas anfipáticas, isto é, possuem uma cabeça constituída pelo grupo fosfato, que é polar ou hidrofílica (com afinidade para a água), e uma cauda constituída pelas cadeias de ácidos gordos apolar ou hidrofóbica (repele a água). Assim sendo, cada membrana é constituída por uma dupla camada fosfolipídica, organizada de modo a que as cabeças hidrofílicas (fosfatos polares) fiquem viradas para o lado exterior da membrana e as caudas hidrofóbicas (ácidos apolares) para o interior.
Como foi referido anteriormente, o PHMG é um polímero com cargas catiónicas (positivas) sequenciais na sua estrutura. Essas cargas positivas unem-se às cargas negativas dos fosfolípidos, tornando assim neutras.
Desta forma ocorre destabilização da membrana celular afectando toda a estrutura da célula. Com o rompimento da membrana celular o citoplasma sai da célula provocando a sua morte. Visto que as células bacterianas não possuem núcleo, estando por isso o seu material genético disperso no citoplasma, o ataque do mesmo por parte deste desinfectante elimina todo o material com capacidade de mutação ou replicação.

## Aplicações
Este biocida pode ser utilizado se forma segura e eficaz em desinfecção de alimentos, água, superfícies e ambientes. Já é utilizado com sucesso na desinfecção de áreas de higiene e saúde, veículos de transporte, cozinhas, industria alimentar, criadores e matadouros, desinfecção de água para consumo e para recreio, agricultura, entre muitos outros.
Além de agente desinfectante, a sua permanência nas superfícies entre 7 a 10 dias, tanto em superfícies contaminadas como descontaminadas, confere-lhe a propriedade de agente protector. Ou seja, confere ao meio onde é aplicado, imunidade aos agentes patogénicos referidos, durante o período de tempo indicado, consoante as propriedades e características do meio.
A sua actuação é bastante rápida, comparativamente com outros produtos, bastando 5 minutos para eliminar grande parte das bactérias e 30 minutos para garantir uma desinfecção totalmente eficaz.

## Seguro para a saúde e para o ambiente
Uma das grandes vantagens deste biocida é a sua alta eficiência a baixas concentrações. É utilizado diluído em água, em baixas concentrações, o que lhe confere uma toxicidade praticamente nula. O PHMG apresenta valores de MIC (Concentração Inibitória Mínima) bastante inferiores a outros princípios activos utilizados no mercado, tanto na eliminação de algas como de microorganismos.
Além de ser dificilmente absorvido pela pele humana, às concentrações a que este princípio activo se utiliza, é facilmente removido do corpo humano, sendo facilmente eliminado na urina, aquando a ingestão de alimentos desinfectados pelo mesmo.
Contrariamente a outros agentes desinfectantes com base de cloro ou per-ácidos, o PHMG, permite a sua utilização em superfícies de madeira, metálicas e plásticas, pois não é corrosivo nas concentrações de utilização.
Outro factor de destaque neste desinfectante é a ausência de metais pesados, que contaminam todo um ecossistema e são prejudiciais aos organismos dos seres vivos, e derivados fenólicos, que contaminam os solos e são altamente tóxicos.

## Vantagens do PHMG em relação aos desinfectantes mais utilizado
Uma das grandes vantagens da utilização do PHMG como principio activo é o facto de este não conter álcool na sua estrutura química. O álcool apresenta uma volatilidade elevada o que o leva a evaporar facilmente, tendo um tempo de acção bastante reduzido. Além de ser agressivo para a pele, altamente inflamável e corrosivo para alguns materiais, o álcool fica inibido da acção desinfectante na presença de matéria orgânica que, quando à superfície do material a ser desinfectado, funciona como uma barreira mecânica à acção do álcool sobre os microrganismos.
Por outro lado o PHMG permanece activo sobre as superfícies, mantém a sua acção mesmo na presença de material orgânico (sujidade), não é nocivo para a pele nas concentrações utilizadas e não é corrosivo.